# Comuna Matviivți, Șumsk
Matviivți (în ucraineană Матвіівці) este o comună în raionul Șumsk, regiunea Ternopil, Ucraina, formată din satele Hrînkivți și Matviivți (reședința).

## Demografie
Componența lingvistică a comunei Matviivți
     Ucraineană (99,17%)
     Alte limbi (0,83%)
Conform recensământului din 2001, majoritatea populației comunei Matviivți era vorbitoare de ucraineană (99,17%), existând în minoritate și vorbitori de alte limbi.